# Gammarus balcanicus
Gammarus balcanicus is een vlokreeftensoort uit de familie van de Gammaridae. De wetenschappelijke naam van de soort is voor het eerst geldig gepubliceerd in 1922 door Schaferna.
De gammaride G. balcanicus is een soort van de Oost-Europese zoete wateren. Het komt voor in het voormalige Joegoslavië, Bulgarije, Roemenië, Slowakije, Zuid-Polen, Noord-Italië Turkije, Griekenland en het zuidwesten van Rusland. De soort is vrij tolerant, wat waarschijnlijk ook zijn grote verspreidingsgebied verklaart. Het kan voorkomen in allerlei verschillende wateren: bronnen, beken, rivieren en meren mits het zoutgehalte niet te hoog is. Zij zijn dan ook afwezig in wateren met een directe zee-invloed.
G. balcanicus heeft een zeer variabele kleur, van geelachtig tot geel-rood, roodbruin en geelgroen. De mannetjes kunnen 12,5 mm groot worden. 